# Malînivka, Malîn
Malînivka (în ucraineană Малинівка) este localitatea de reședință a comunei Malînivka din raionul Malîn, regiunea Jîtomîr, Ucraina.

## Demografie
Componența lingvistică a localității Malînivka
     Ucraineană (92,78%)
     Rusă (5,81%)
     Alte limbi (0,35%)
Conform recensământului din 2001, majoritatea populației localității Malînivka era vorbitoare de ucraineană (92,78%), existând în minoritate și vorbitori de rusă (5,81%).